# باشگاه فوتبال مارکت درایتون تاون
باشگاه فوتبال مارکت درایتون تاون (به انگلیسی: Market Drayton Town Football Club) یک باشگاه فوتبال در شهر مارکت درایتون، کشور انگلستان است که در سال ۱۹۶۹ میلادی تأسیس شده‌است.